# Acanthophyllum borsczowii
Acanthophyllum borsczowii là loài thực vật có hoa thuộc họ Cẩm chướng. Loài này được Litv. mô tả khoa học đầu tiên năm 1910.